# Одорико
Одорико (на италиански: Odorico da Pordenone) е италиански монах, пътешественик-изследовател.

## Произход и ранни години (1286 – 1318)
Роден е около 1286 година близо до Порденоне, Италия, в семейство на преселници от Бохемия. Когато до папата достигат сведения за мисионерските успехи на Джовани Монтекорвино в Китай, Одорико заедно с няколко други монаси е изпратен в Пекин, в помощ на Монтекорвино.

## Пътешествие до Китай (1318 – 1330)
От 1318 до 1330 г. извършва пътешествие до Китай и обратно. Тръгва от Венеция, преминава през Константинопол, Трапезунд, Ерзурум и Тебриз и достига до Ормуз. От там по море около 1322 г. достига до Индия (град Тхана), като посещава Шри Ланка и източното крайбрежие на Индия. От Индия около 1324 г. пристига на северозападното крайбрежие на остров Суматра, а след това се добира до Ява. Одорико характеризира Ява като най-изобилния и процъфтяващ край. От Ява пръв от европейците посещава остров Калимантан и първи отбелязва, че в моретата около Югоизточна Азия има около 24 хил. острова (по съвременни данни те са около 20 хил.). Посещава Южен Виетнам, Южен Китай, устието на река Сицзян и достига до Пекин, където пребивава от 1324 до 1327 г.
На обратния път пресича в западно направление цяла Азия. От Пекин и басейна на средното течение на река Хуанхъ преминава към горното течение на река Яндзъ, прониква в Тибет, описва столицата Лхаса, където, по неговите думи, живее известно време. През 1330 г. се връща в родината.

## Последни години (1330 – 1331)
Умира скоро след завръщането си от Китай на 14 януари 1331 г. без да завърши книгата си. Описанието, което прави Одорико в своята книга изобилства от точни подробности за живота на китайците. Едновременно с достоверните факти има и много измислици и неточности, особено в описанието на островите на Индонезия.